# يا إلهة!
يا إلهة! (باليابانية: ああっ女神さまっ) (بالإنجلزية: Oh My Goddess!) هي سلسلة مانغا يابانية من تأليف ورسم كوسكي فوجيشيما. نشرت من قبل كودانشا في مجلة أفترنون الشهرية في الفترة من سبتمبر 1988 حتى أبريل 2014 وتم جمعها في 48 تانكوبون.